# Ibănești-Pădure, Mureș
Ibănești-Pădure este un sat în comuna Ibănești din județul Mureș, Transilvania, România.

## Imagini

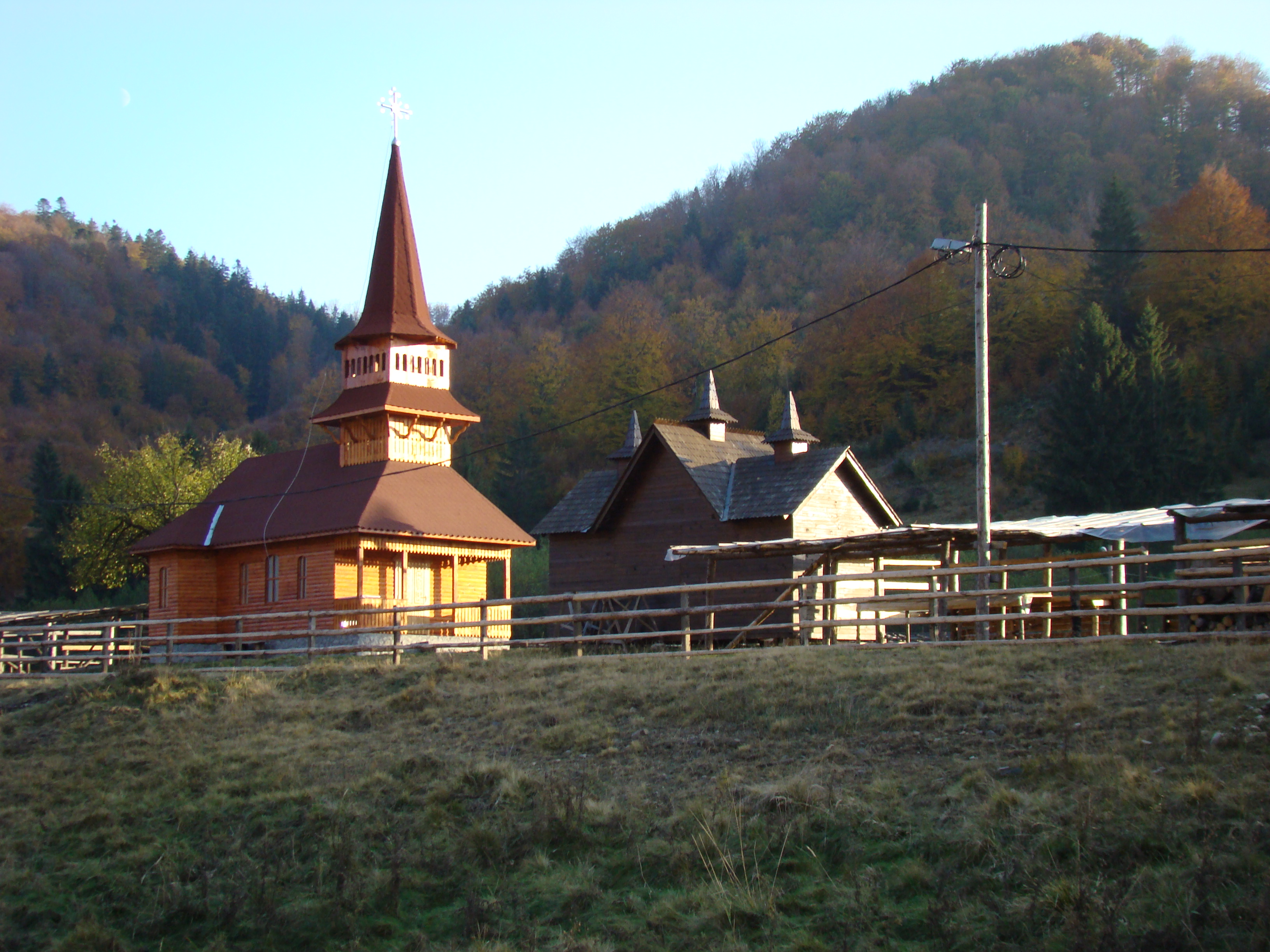
Biserica nouă de lemn
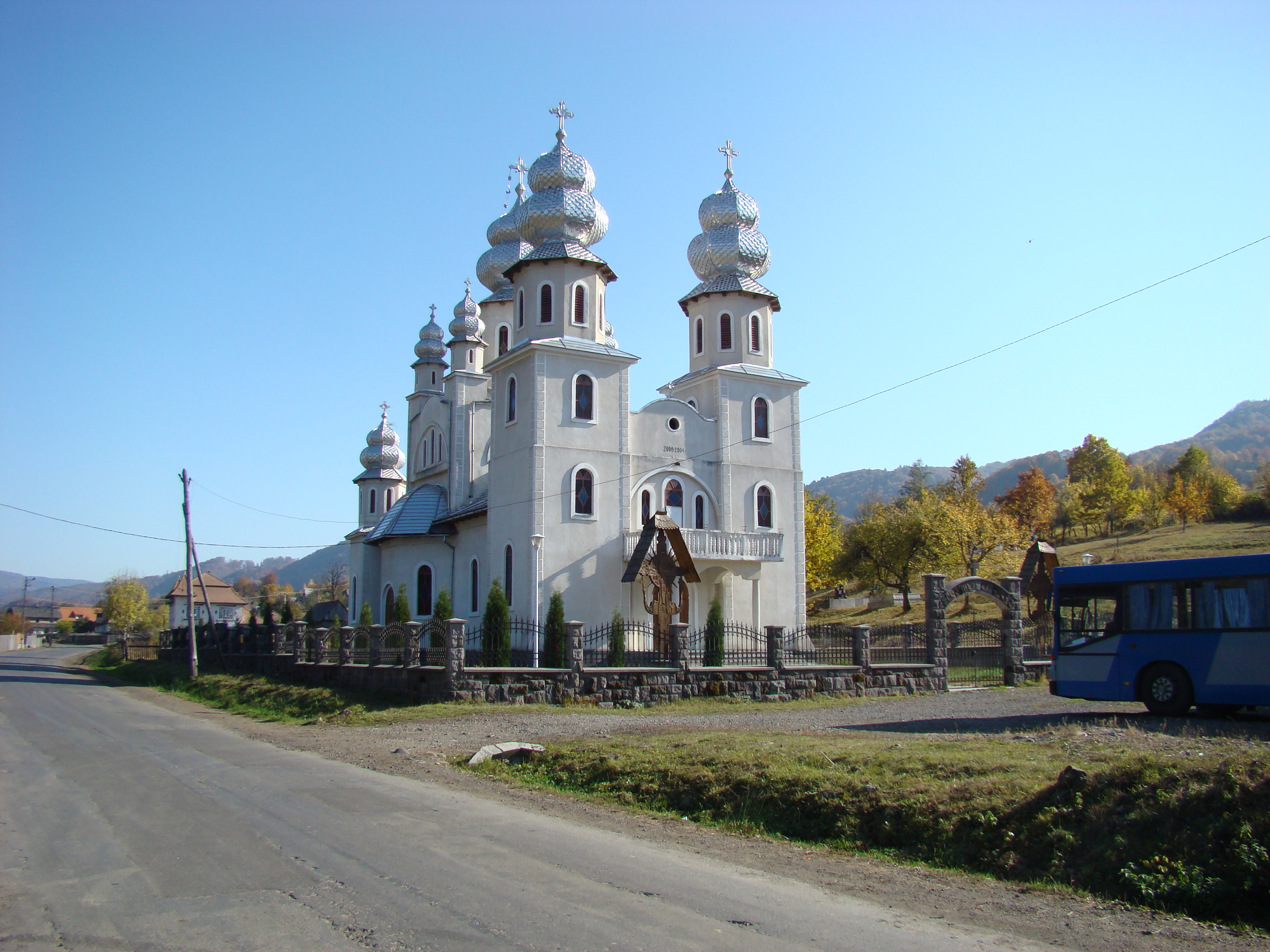
Biserica nouă de zid